# Dialetto aquilano
Il dialetto aquilano (aquilanu) è il dialetto parlato nella città di L'Aquila e nel suo circondario. Esso si presenta come l'estrema propaggine del gruppo dei dialetti mediani o laziali-umbro-marchigiani, differenziato pertanto dai restanti dialetti parlati in Abruzzo, che fanno invece parte del gruppo delle parlate meridionali insieme con i dialetti della Campania e della Puglia.

## Descrizione
All'interno del gruppo mediano il dialetto aquilano presenta caratteristiche particolarmente conservative rispetto al latino, comuni a tutte le parlate che dall'Aquila attraverso Antrodoco e Amatrice giungono a Rieti, con le quali (e con il cicolano ed il carseolano) costituisce un sottogruppo distinto, chiamato sabino o cicolano-reatino-aquilano. Il territorio interessato dall'aquilano o da dialetti ad esso molto affini comprende tutta l'alta Valle dell'Aterno, l'area di Tornimparte-Lucoli e l'area urbana dell'Aquila con le frazioni che le stanno immediatamente a ridosso sul lato occidentale; infatti ad est già nelle frazioni di Bagno e San Gregorio affiorano varianti proprie dei dialetti abruzzesi.

### Formazione e varianti
Parlando della formazione del dialetto aquilano non va dimenticata l'origine della città, nella quale convennero popolazioni diverse dall'ampio contado. Perciò già in partenza il dialetto aquilano ebbe al suo interno numerose varianti. Eccone alcuni esempi nel lessico: ainu-agnejju (agnello), cusiju-cunziju (consiglio), pependò-peperò (peperone), jelà-ggelà (gelare), nfussu-mbussu (bagnato), ju piete-ju pèe (piede), lupu-lupe (lupo). L'aquilano tuttavia, situandosi al limite orientale dell'area mediana, risente di un lieve influsso meridionale nell'andamento prosodico del parlato nonché nel lessico, spesso comune ad altre aree abruzzesi contigue.

## Caratteristiche fonetiche

### Conservazione delle vocali finali
L'aquilano si caratterizza rispetto agli altri dialetti parlati in Abruzzo per la presenza di tutti i suoni vocalici a fine parola, mentre nei dialetti abruzzesi si sostituisce la e muta. È questa anzi la caratteristica più evidente per la quale l'aquilano è attribuito al gruppo mediano.
A L'Aquila si dice rota, jeri, quanno, cavajju, l'abruzzese direbbe invece rotë, jerë, quannë, cavallë.

### Avversione per i dittonghi
L'aquilano presenta una quasi totale assenza dei dittonghi -uo e -ie. Abbiamo così ad esempio bbonu (buono), scola (scuola), fore (fuori), mele (miele), preta (pietra).

### Metafonia
Il vocalismo del dialetto aquilano è tipicamente dominato dalla presenza della i e della u, usate anche nel mezzo delle parole in sostituzione delle vocali e ed o (al contrario non vi è sostituzione della a). Abbiamo pertanto: binidizziò (benedizione), pinzirusu (pensieroso), ma abbiamo invece mandirristi (manderesti).
Come in tutti i dialetti italiani centro-meridionali, anche in aquilano si riscontra il fenomeno della metafonia, più specificatamente della metafonia di tipo sabino. La metafonia sabina consiste nella variazione della vocale accentata quando questa è la e oppure o nel passaggio da singolare a plurale o da maschile a femminile:
- niru-nera (nero)
- bónu-bòna (buono)
- ruttu-rotta (rotto)
- pèe-péi (piede)
- ʾmmattò-ʾmmattuni (mattone)

### Palatizzazione
È il fenomeno per cui i gruppi -li o -le latini si trasformano in -j.
Nell'aquilano la palatizzazione è evidente lì dove l'italiano presenta i gruppi -ll o -gl.
Si avrà quindi: cajjina (gallina), fiju (figlio), fojia (foglia), cavajju (cavallo), bejiu (bello).

## Caratteristiche grammaticali

### L'articolo
Nel dialetto aquilano l'articolo maschile singolare è ju, al plurale ji.
Nel femminile si usano la e le come in italiano. 
Questo dialetto dispone di un terzo articolo lo, derivato dal latino illud, utilizzato con i nomi neutri o con aggettivi, avverbi e verbi sostantivati, ad esempio: lo vinu, lo pà, l'ojiu, lo magnà, lo durmì, lo bruttu, "lo mete", "lo rie",
"lo piagne, "lo tribbula' ", "lo ngjiegne".

### Pronomi e aggettivi dimostrativi
- maschile: quissu, quistu, quiju (pl. quissi, quisti, quiji)
- femminile: quessa, questa, quella (pl. quesse, queste, quelle)
- neutro: quesso, questo, quello (pl. quessi, questi, quelli)

### Coniugazioni
A titolo di esempio viene illustrato il presente indicativo del verbo essere e del verbo andare:
- Esse (essere): indicativo presente

ji sò
tu sci
issu è
nojatri semo
vojatri sete
issi sò
- Jì (andare): indicativo presente

ji vaio
tu va
issu va
nojatri jemo
vojatri jete
issi vanno